# にぐるまひいて
『にぐるまひいて』(Ox-Cart Man)は、ドナルド・ホールが文章、バーバラ・クーニーがイラストを担当した絵本。この本は、1980年のコールデコット・メダルを受賞した。

## 概要
この本の内容は、19世紀はじめのニューハンプシャー州の農家の生活と仕事について語ったものである。一家の父親は、牛車を使ってポーツマスの市場に収穫物を運び、これを金銭に換えて、翌年に必要となる物資を買い入れる。収穫物を運ぶのに使った牛車や、それを引いてきた牛も、売られて換金される。
もともとホールは、「Ox-Cart Man」を、詩の作品として『ザ・ニューヨーカー』誌1977年10月3日号に発表した。後にホールは、この詩に大きく手を入れて子供向けの本を作り、バーバラ・クーニーにイラストレーションを委ねた。クーニーは、既に、イラストレーターとして関わった『チャンティクリアときつね』(Chanticleer and the Fox) がコールデコット・メダルを受賞した実績をもっていた。最初に発表された詩作品も、後にまとめられた書籍も、物語や主題の内容は、循環的なものになっている。
この本は、『Reading Rainbow』の第2シーズンで取り上げられた。

## 日本語版
もきかずこの訳による、日本語翻訳版は、1980年10月に、ほるぷ出版から刊行された。日本語版は新聞各紙で好意的に紹介された。
- ドナルド・ホール著、もきかずこ 訳『にぐるまひいて』ほるぷ出版、1980年ISBN 978-4593501397